# Giovanni Alessio
Giovanni Alessio (Catanzaro, 22 marzo 1909 – Firenze, 20 giugno 1984) è stato un linguista e glottologo italiano.

## Biografia
Parente dell'omonimo politico Giovanni Alessio e della poetessa Milena Alessio, fu uno dei maggiori linguisti italiani del secondo dopoguerra, autore di numerose pubblicazioni (più di 600 titoli tra articoli, saggi, monografie e dizionari). Si occupò in prevalenza dello studio sull'origine delle lingue indoeuropee, di dialettologia italiana (in particolare quella concernente le parlate dell'Italia meridionale), di etimologia e toponomastica.
Iniziò la sua carriera universitaria come docente di glottologia all'Università di Venezia, per poi passare a Trieste. Dal 1939 al 1943 svolse per incarico corsi di lingua italiana in atenei stranieri, come, ad esempio, l'Università di Černivci, in Ucraina. Al termine della seconda guerra mondiale insegnò all'Università di Firenze e dal 1952 all'Università di Bari. Dal 1959 fu docente ordinario all'Università di Napoli dove fu anche direttore dell'Istituto di glottologia.
Il vastissimo contributo linguistico di Alessio si riscontra nelle ricerche etimologiche (origine di vocaboli italiani, dialettali, di nomi di piante e animali, di termini geografici, geomorfici e soprattutto di toponimi) e negli studi sul sostrato prelatino (o "mediterraneo", sulla scorta degli studi di F. Ribezzo, V. Bertoldi, C. Battisti e altri). Sin dagli anni '30 fu convinto assertore del carattere prevalentemente bizantino-medievale della componente greca nei dialetti calabresi e nella lingua delle isole alloglotte calabro-salentine (teoria nata nella seconda metà dell'Ottocento con G. Morosi e poi sostenuta e sviluppata da C. Battisti, O. Parlangeli e altri); ciò in vivace e dibattuta polemica con Gerhard Rohlfs (che dagli anni '20-'30 fu invece il massimo propugnatore dell'ipotesi paleoellenica, ossia che la "grecità" linguistica di quelle zone risalisse all'antica colonizzazione magnogreca di VIII-IV sec. a.C.).
Assieme al suo maestro Carlo Battisti fu autore del Dizionario etimologico italiano (DEI), opera in cinque volumi (4132 pagine) pubblicata tra il 1950 e il 1957, a tutt'oggi ritenuta importante negli studi linguistici (amplissimo lemmario, ricco di arcaismi, termini tecnici e dialettali).

## Opere
- Raccolta toponomastica di Molochio (Reggio Calabria), in: Archivio Storico per la Calabria e la Lucania, 1934 (pp. 31-73)
- Il sostrato latino nel lessico e nell'epo-toponomastica della Calabria meridionale, Pisa, F. Simoncini, 1934 (estr.).
- Il sardo ausarra "salice dei fiumi" e la base idronimica aus- del sostrato linguistico mediterraneo, Cagliari, tipografia Virgilio Musanti, 1936 (estr.).
- Deformazioni ed etimologia popolare nei dialetti dell'Italia meridionale, Milano, Hoepli, 1938 (estr.).
- Nuovo contributo al problema della grecità dell'Italia meridionale. Nota, Milano, Hoepli, 1939 (estr.).
- Ricerche sul lessico sardo, Cagliari, tipografia Virgilio Musanti, 1939 (estr.).
- Saggio di toponomastica calabrese, Firenze, Olschki, 1939.
- I nomi collettivi sardi in -ai, il toponimo sardo iscurai = basco ezkurdi  "querceto" = lat. aesculetum, Milano, Hoepli, 1940 (estr.).
- Problemi di etimologia romanza, Milano, Hoepli, 1943 (estr.).
- Precisazioni in tema di onomastica pugliese, Bari, A. Cressati, 1945 (estr.).
- Le origini del francese. Introduzione alla grammatica storica, Firenze, Sansoni, 1946.
- Storia della lingua italiana, Firenze, Universitaria editrice, 1947.
- Salentini e Calabri nel tallone d'Italia, Bari, N. Colella, 1948 (estr.).
- Genti e favelle dell'antica Apulia, Bari, Cressati, 1949 (estr.).
- Dizionario Etimologico Italiano, 5 voll., Firenze, G. Barbera, 1950-57 (compilato con Carlo Battisti)
- Elementi mediterranei nella terminologia della falce, Firenze, Leonardo da Vinci editore, 1951.
- Grammatica storica francese,  Firenze, Leonardo da Vinci editore, 1951.
- Etimologie tarantine: per un lessico etimologico dei dialetti pugliesi, Bari, Cressati, 1952.
- Sul nome di Otranto, Bari, A. Cressati, 1952 (estr.).
- Concordanze lessicali tra i dialetti rumeni e quelli calabresi, Bari, A. Cressati, 1954 (estr.).
- Morfologia, Firenze, Leonardo da Vinci editore, 1955.
- Problemi di toponomastica pugliese, Bari, Cressati, 1955.
- Il fondo latino dei dialetti romanzi del Salento, Bari, Cressati, 1956 (estr.).
- L'elemento greco nella toponomastica della Sicilia, Firenze, Sansoni, 1956.
- La stratificazione linguistica del Bruzio, Tivoli, A. Chicca, 1957 (estr.).
- Postille al Dizionario etimologico italiano, Napoli, Officine grafiche meridionali, 1957.
- Panorama di toponomastica italiana, Napoli, 1958 (dispensa, 128 pag.).
- La stratificazione linguistica dell'Italia in base ai dati offerti dalla toponomastica, Napoli, 1959 (dispensa, 80 pag.)
- Le lingue indoeuropee nell'ambiente mediterraneo, Bari, Adriatica, 1960.
- I "Subertani" dell'Etruria e il problema dell'origine del lat. "suber", Napoli, Giannini, 1961.
- Contributo linguistico alla preistoria, alla protostoria e alla storia della Lucania, Napoli, Liguori, 1962.
- Toponomastica storica dell'Abruzzo e Molise, Napoli, Liguori, 1963 (dispensa).
- Hapax legomena ed altre cruces in Petronio, Napoli, La buona stampa, 1967.
- Corso di glottologia, Napoli, Liguori, 1969
- Fortune della grecità linguistica in Sicilia, Palermo, Flaccovio, 1970.
- Il sostrato, Palermo, Flaccovio, 1970.
- Il prestito linguistico, Napoli, Liguori, 1973.
- Lexicon etymologicum. Supplemento ai dizionari etimologici latini e romanzi, Napoli, Arte tipografica, 1976.
- Preistoria e protostoria linguistica dell'Abruzzo, Lanciano, Itinerari, 1983 (scritto con Marcello De Giovanni)